# Triaenodes notalius
Triaenodes notalius là một loài Trichoptera trong họ Leptoceridae. Chúng phân bố ở miền Australasia.